# Gouden Ludo

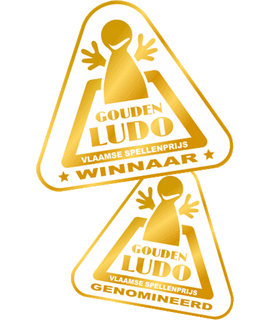
Gouden Ludo logo (Winnaar & Nominatie)

De Gouden Ludo is een jaarlijkse onderscheiding voor het beste nieuwe gezelschapsspel op de Vlaamse markt en werd in het leven geroepen om het betere Nederlandstalige gezelschapsspel in Vlaanderen op een positieve manier onder de aandacht te brengen.
De Gouden Ludo is een initiatief van FORUM-Federatie vzw, die de prijs uitreikt op haar jaarlijkse beurs "Spel" op basis van een bevraging bij haar eigen leden en het merendeel van de gezelschapsspellenclubs in Vlaanderen.

## Winnaars
Vanaf 2016 worden er twee winnaars gekozen: familiespel en expertspel.
| Jaar | Winnaar familie                     | Winnaar expert                           |
| ---- | ----------------------------------- | ---------------------------------------- |
| 2024 | Forest Shuffle                      | Het Witte Kasteel van Himeji             |
| 2023 | De Betoverde Torens                 | Woodcraft                                |
| 2022 | Wreck Raiders                       | Carnegie                                 |
| 2021 | Calico                              | De Verdwenen Ruïnes van Arnak            |
| 2020 | De Crew: Op weg naar de 9de planeet | Architecten van het Westelijk Koninkrijk |
| 2019 | Rovers van de Noordzee              | Wingspan                                 |
| 2018 | Azul                                | Pixie Queen                              |
| 2017 | Kingdomino                          | Great Western Trail                      |
| 2016 | Codenames                           | Orléans                                  |

| Jaar | Winnaar       |
| ---- | ------------- |
| 2015 | Colt Express  |
| 2014 | Istanbul      |
| 2013 | Terra Mystica |
| 2012 | Het Dorp      |
| 2011 | 7 Wonders     |
| 2010 | Hoogspanning  |
| 2009 | Pandemie      |

Incidenteel wordt er een extra prijs uitgereikt, dit is tot nu tweemaal gebeurd.
| Jaar | Winnaar             | Categorie     |
| ---- | ------------------- | ------------- |
| 2013 | Agricola: 2 spelers | topper voor 2 |
| 2022 | Under Falling Skies | solo          |